# La verdad (serie de televisión española)
La verdad es una serie de televisión española de suspense producida por Mediaset España en colaboración con Plano a Plano para la cadena Telecinco. Está protagonizada por Elena Rivera, Jon Kortajarena, Lydia Bosch, Gines García Millán y José Luis García Pérez.

## Producción
La serie fue grabada en 2016, pero su estreno se ha ido posponiendo hasta llegar a 2018. En la rueda de prensa de Mediaset España de 2018, se anunció para febrero y más tarde se concretó que sería el día 14, incluso haciendo una cuenta atrás en redes sociales, pero debido a un movimiento de contraprogramación se canceló tres días antes. Desde entonces, la serie se siguió promocionando tres meses más, hasta que la hermana italiana de Telecinco, Canale 5, la anunció para el día 25 de mayo, así Mediaset España se vio obligada a emitir antes el capítulo, anunciando pocos días antes el estreno. Finalmente se estrenó el 21 de mayo.

## Sinopsis
Después de desaparecer en extrañas circunstancias cuando era pequeña, Paula, reaparece convertida en una guapa y enigmática chica de 17 años. Marcos, un ambicioso policía, es el encargado de la investigación, sobre todo porque el relato de la chica está plagado de incógnitas que hacen dudar de su veracidad. La chica es devuelta a sus padres, pero nadie está seguro del todo de que ella sea realmente quien dice que es. Sobre todo Lalo, un veterano periodista, que echa más leña al fuego asegurando que si la familia ha recibido a la niña sin hacerse preguntas es porque tiene algo que esconder. Un misterio difícil de desenredar para un inexperto policía como Marcos, más cuando parece incapaz de resistirse a la enigmática, sensual y peligrosamente atractiva personalidad de Paula, un animal herido que solo persigue una cosa: conseguir que la quieran, cueste lo que cueste.

## Reparto

### Reparto principal
- Lydia Bosch - Lidia McMahón Negueruela
- Jon Kortajarena - Marcos Eguía
- Elena Rivera - Sara López Pascual "Paula García (Ruíz) McMahón"
- José Luis García Pérez - Eduardo "Lalo" Ruiz
- Ginés García Millán - Fernando García+
- Irene Montalà - Alicia Costa

### Reparto secundario
- Ana Álvarez - Ana Llanos
- Juan Messeguer - Enrique McMahón (Episodio 1 - Episodio 14)
- Oriol Puig - Toni García McMahón
- Esmeralda Moya - Laura Santos (Episodio 2 - Episodio 15)
- Pedro Mari Sánchez - Luis Fonseca (Episodio 1 - Episodio 7; Episodio 9 - Episodio 12; Episodio 15 - Episodio 16)
- Xavier Estévez - Ramiro Lousa (Episodio 1 - Episodio 7; Episodio 9 - Episodio 13; Episodio 15)
- Susi Sánchez - Comisaria (Soledad) Laguna
- Berta Ojea - Rosario Abad
- Paco Marín - Andrés Herrera (Episodio 1)
- Sergio Peris-Mencheta - Ricardo Vega (Episodio 3 - Episodio 6)

### Reparto recurrente
- Leire Zuazua - Andrea López (Episodio 1 - Episodio 7; Episodio 9 - Episodio 10; Episodio 12 - Episodio 15)
- Ayoub El Hilali - Bashir (Episodio 1 - Episodio 5; Episodio 7 - Episodio 10; Episodio 12 - Episodio 16)
- Juan Carlos Vellido - Izquierdo (Episodio 1 - Episodio 3)
- Mariana Cordero - Adela, madre de Andrés Herrera † (Episodio 1 - Episodio 2; Episodio 4)
- Carme Chaparro - Ella misma, presentadora de Informativos (Episodio 2)
- Tomás del Estal - Arregui (Episodio 2; Capítulo 5 - Episodio 7)
- Juan Blanco - Márquez (Episodio 2; Episodio 4; Episodio 6 - Episodio 7; Episodio 13 - Episodio 14; Episodio 16)
- Adrián Lamana - Pablo (Episodio 3 - Episodio 4)
- Javier Tolosa - Crespo (Episodio 3 - Episodio 7; Episodio 9 - Episodio 12; Episodio 15 - Episodio 16)
- Darko Peric -  Mijael Varanov (Episodio 4)
- Cristina Alarcón - Luisa (Episodio 6)
- Carlos García Cortázar - Pedro (Episodio 6)
- Javier Cifrián - Fuente de Lalo (Episodio 6)
- Paco Churruca - Estibador que ve el asesinato de Ricardo Vega (Episodio 6 - Episodio 9)
- Raúl Tejón - Inspector Sánchez (Episodio 7; Episodio 10 - Episodio 14)
- Alfredo Villa - Inspector Garrido (Episodio 7; Episodio 11 - Episodio 15)
- Lina Gorbaneva - Irinaa (Episodio 7 - Episodio 8; Episodio 10 - Episodio 12)
- Felipe García Vélez - Padre de Ricardo Vega (Episodio 8)
- Amparo Vega León - Jueza (Episodio 8)
- Julius Cotter - Hugh Fleming (Episodio 8 - Episodio 10; Episodio 13 - Episodio 15)
- María de Nati - Marta Rivelles (Episodio 8 - Episodio 9; Episodio 12)
- Santiago Meléndez (Episodio 8)
- Jeison Ossa (Episodio 8)
- Oleg Kricunova - Petrov+ (Episodio 9; Episodio 11 - Episodio 15)
- Nancy Yao - Prostituta (Episodio 12)
- Juan Motilla - Cirilo (Episodio 12 - Episodio 16)
- Paqui Horcajo - Puri (Episodio 13 - Episodio 16)

## Temporadas y episodios
| Temporadas | Temporadas | Episodios | Estreno                | Final                   | Audiencia media | Audiencia media | Audiencia media |
| Temporadas | Temporadas | Episodios | Estreno                | Final                   | Espectadores    | Cuota           |                 |
| ---------- | ---------- | --------- | ---------------------- | ----------------------- | --------------- | --------------- | --------------- |
|            | 1          | 8         | 21 de mayo de 2018     | 19 de julio de 2018     | 2 041 000       | 13,9%           |                 |
|            | 2          | 8         | 7 de noviembre de 2018 | 26 de diciembre de 2018 | 1 657 000       | 11,7%           |                 |
| Total      | Total      | 16        | 2018                   | 2018                    | 1 852 000       | 12,8%           |                 |

### Primera temporada
| N.º (serie) | N.º (temp.) | Título                 | Director(es)                        | Guionista(as)                                                    | Fecha de emisión    | Audiencia         |
| ----------- | ----------- | ---------------------- | ----------------------------------- | ---------------------------------------------------------------- | ------------------- | ----------------- |
| 1           | 1           | «La jaula abierta...»  | Norberto López Amado                | Aitor Gabilondo                                                  | 21 de mayo de 2018  | 2 856 000 (17,2%) |
| 2           | 2           | «La sombra de la duda» | Noberto López Amado e Iñaki Mercero | Aitor Gabilondo, Virginia Yagüe, Olga Salvador y Mauricio Romero | 28 de mayo de 2018  | 2 483 000 (15,4%) |
| 3           | 3           | «Vivir con miedo»      | Noberto López Amado e Iñaki Mercero | Aitor Gabilondo, Virginia Yagüe y Daniel Martín Serrano          | 4 de junio de 2018  | 2 102 000 (13,3%) |
| 4           | 4           | «Secretos de familia»  | Jorge Dorado                        | Aitor Gabilondo, Virginia Yagüe y Susana Sánchez Carvajal        | 12 de junio de 2018 | 2 150 000 (14,3%) |
| 5           | 5           | «Corre, Sara, corre»   | Jorge Dorado                        | Aitor Gabilondo, Virginia Yagüe y Carmen Fernández Villalba      | 19 de junio de 2018 | 1 793 000 (11,9%) |
| 6           | 6           | «Jugar con fuego»      | Iñaki Mercero                       | Aitor Gabilondo, Virginia Yagüe y Daniel Martín Serrano          | 26 de junio de 2018 | 1 847 000 (13,0%) |
| 7           | 7           | «Líneas rojas»         | Iñaki Mercero                       | Aitor Gabilondo, Virginia Yagüe y Susana Sánchez Carvajal        | 12 de julio de 2018 | 1 471 000 (11,9%) |
| 8           | 8           | «Sara, Sarita, chula»  | Fernando Bassi                      | Aitor Gabilondo, Pablo Tobías, Olga Salvador y Mauricio Romero   | 19 de julio de 2018 | 1 665 000 (14,4%) |

### Segunda temporada
| N.º (serie) | N.º (temp.) | Título                            | Director(es)     | Guionista(as)                                                            | Fecha de emisión        | Audiencia         |
| ----------- | ----------- | --------------------------------- | ---------------- | ------------------------------------------------------------------------ | ----------------------- | ----------------- |
| 9           | 1           | «Sábado»                          | José Ramos Paíno | Carmen Fernández Villalba, Olgar Salvador y Mauricio Redondo             | 7 de noviembre de 2018  | 1 846 000 (12,7%) |
| 10          | 2           | «Galerna»                         | José Ramos Paíno | Daniel Martín Serrano y Carmen Fernández Villalba                        | 14 de noviembre de 2018 | 1 675 000 (11,9%) |
| 11          | 3           | «Adiós, Irina»                    | Iñaki Mercero    | Carmen Fernández Villalba                                                | 21 de noviembre de 2018 | 1 686 000 (12,6%) |
| 12          | 4           | «Sara te quiere»                  | Iñaki Mercero    | Mauricio Romero                                                          | 28 de noviembre de 2018 | 1 674 000 (12,3%) |
| 13          | 5           | «Cada vez más profundo»           | José Ramos Paíno | Olga Salvador                                                            | 5 de diciembre de 2018  | 1 435 000 (10,1%) |
| 14          | 6           | «Nunca más»                       | José Ramos Paíno | Susana Sánchez Carvajal                                                  | 12 de diciembre de 2018 | 1 605 000 (11,8%) |
| 15          | 7           | «El camino, la mentira y la vida» | Iñaki Mercero    | Daniel Martín Serrano                                                    | 19 de diciembre de 2018 | 1 627 000 (11,7%) |
| 16          | 8           | «Deseos cumplidos»                | Iñaki Mercero    | Carmen Sánchez Villalba, Daniel Martín Serrano y Susana Sánchez Carvajal | 26 de diciembre de 2018 | 1 709 000 (10,4%) |

### Especial:La noche de "La verdad"
| Programas emitidos | Programas emitidos | Programas emitidos | Programas emitidos | Programas emitidos |
| N.º                | Fecha de emisión   | Espectadores       | Cuota de pantalla  |                    |
| ------------------ | ------------------ | ------------------ | ------------------ | ------------------ |
| 1                  | 14/02/2018         | 1 162 000          | 6,2%               |                    |
| 2                  | 21/05/2018         | 1 602 000          | 8,5%               |                    |
| 3                  | 12/07/2018         | 1 138 000          | 8,7%               |                    |
| 4                  | 19/07/2018         | 1 302 000          | 10,0%              |                    |